# 中温动物
中温动物是一种具有介于外温动物和內溫動物之间的动物。
中温动物有两个基本特征：
1. 可以通过代谢产生热量来讓体温升高。
2. 無法通過代谢讓體溫保持在一個恆定的溫度。

第一个特征可以用來区分中温动物和外温动物，第二个特征可以用來区分中温动物和內溫動物。內溫動物在感到寒冷时通常会通过冷颤或代谢棕色脂肪組織来维持恒定的体温，所以內溫動物的基础代谢率較高，體溫並不會隨著環境溫度變化而變化。不過中温动物就不行，一旦随着环境温度下降，中温动物的体温就会降低，基础代谢率也会降低。 